# Arthur Kannenberg

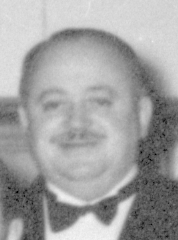
Arthur Kannenberg, 1938

Arthur Kannenberg (* 23. Februar 1896 in Charlottenburg; † 26. Januar 1963 in Düsseldorf) war Hausintendant Adolf Hitlers.

## Leben und Wirken
Kannenberg schloss die Werdersche Oberrealschule in Berlin mit der mittleren Reife ab und begann 1912 eine Lehre im gastronomischen Betrieb seines Vaters Oskar Kannenberg. Ab 1915 diente er im Telegrafen-Bataillon I. und wurde 1918 als Gefreiter entlassen. Ab 1924 führte er die Betriebe seines Vaters, das Restaurant Kannenberg, Hotel Stadt Berlin und das im Grunewald gelegene Ausflugslokal Onkel Toms Hütte, die 1930 in Konkurs gingen.
Als Geschäftsführer von Pfuhl’s Wein- und Bierstuben, in der auch bekannte Nazi-Größen wie Joseph Goebbels und Hermann Göring verkehrten, lernte er Hitler kennen, der ihm die Leitung des Kasinos der Parteizentrale Braunes Haus in München antrug. Diese Tätigkeit nahm er 1931 auf. In der Folge wurde ihm auch die Führung der Kantine der Reichsführerschule der NSDAP in der Schwanthalerstraße übertragen.
Nachdem Hitler 1933 Reichskanzler geworden war, wurde Kannenberg Hausintendant in der Reichskanzlei. Dabei organisierte er, unterstützt von seiner Frau Freda, den Ablauf des Führerhaushalts. Dazu gehörte insbesondere die Einstellung des Personals, die Versorgung mit Lebensmitteln und Getränken und die Erarbeitung der Speisepläne, aber auch die Organisation der Bewirtung bei Staatsempfängen sowohl in der Reichskanzlei als auch gelegentlich auf dem Berghof; während des Krieges war er im Führerhauptquartier (FHQ) Wolfsschanze tätig und zuletzt im Führerbunker in der Reichskanzlei.
Im Mai 1945 wurde er von den Amerikanern interniert und am 25. Juli 1946 entlassen. Der Spiegel meldete in der Ausgabe 39/1948, Kannenberg sei es gelungen, nach seiner Entnazifizierung Empfangschef und Küchenchef in der amerikanischen Offiziersmesse auf Schloss Stein bei Nürnberg zu werden.
1957 übernahm er die „Schneider-Wibbel-Stuben“ in Düsseldorf. Zeitgenössischen Schilderungen zufolge führte er „eine vorzügliche Küche“ und unterhielt seine Gäste durch Akkordeonspiel und Gesang. Bei seiner Vernehmung durch das CIC sagte er aus, er habe auch Hitler des Öfteren mit dem Akkordeon unterhalten.
Christa Schroeder, eine der Sekretärinnen Hitlers, beschreibt Kannenberg in ihren Erinnerungen als „exzellenten Alleinunterhalter, der mit dem sprichwörtlichen Berliner Witz und Humor gesegnet war.“

## Trivia
Ein ca. 80 m langer Verbindungsgang zwischen dem unter der neuen Reichskanzlei gelegenen Voßstraßenbunker und dem Vorbunker des sog. Führerbunkers wurde Kannenberggang genannt.
Am 18. Oktober 1940 wurde Hitlers Adjutant Wilhelm Brückner wegen einer Auseinandersetzung mit Kannenberg von Hitler überraschend entlassen.

## Belege
1. ↑  Michael Kerst: „Düsseldorfer Zeitreise“ Hitlers Akkordeon-Mann stirbt. In: express.de. 27. Januar 2016, abgerufen am 21. November 2018.
2. ↑  Dietmar Arnold: Reichskanzlei und „Führerbunker“. Legenden und Wirklichkeit. Links, Berlin 2005, ISBN 3-86153-353-7, S. 125.
3. ↑  Arthur Kannenberg. In: Der Spiegel. Nr. 39, 1948, S. 18 (online).
4. ↑  Guido Knopp: Die letzte Schlacht: Hitlers Ende. Edel:Books 2013, ISBN 3-95530-270-9.
5. ↑  Johannes Tuchel: „… und ihrer aller wartet der Strick.“ Das Zellengefängnis Lehrter Straße 3 nach dem 20. Juli 1944. Lukas Verlag 2014, ISBN 3-86732-178-7, S. 2016.
6. ↑  Heike B. Görtemaker: Eva Braun: Leben mit Hitler. C.H.Beck 2010, ISBN 3-406-58514-0, S. 167.

| Personendaten    | Personendaten               |
| ---------------- | --------------------------- |
| NAME             | Kannenberg, Arthur          |
| KURZBESCHREIBUNG | Hausintendant Adolf Hitlers |
| GEBURTSDATUM     | 23. Februar 1896            |
| GEBURTSORT       | Charlottenburg              |
| STERBEDATUM      | 26. Januar 1963             |
| STERBEORT        | Düsseldorf                  |